# Datro Fofana
David Datro Fofana (* 22. prosince 2002 Ouragahio) je profesionální fotbalista z Pobřeží slonoviny, který hraje na pozici útočníka za anglický klub Burnley FC, kde je na hostování z Chelsea, a za národní tým Pobřeží slonoviny.

## Klubová kariéra
Fofana začal svou kariéru v Pobřeží slonoviny v klubech Abidjan City FC a AFAD Djékanou a byl intenzivně sledován francouzskými, belgickými a norskými kluby.

### Molde
Dne 2. února 2021 přestoupil Fofana do Molde, kde podepsal smlouvu na čtyři roky. V dresu Molde debutoval 18. února 2021 v zápase Evropské ligy UEFA s Hoffenheimem (3:3) a v 74. minutě vstřelil třetí gól svého mužstva. 9. května si odbyl také debut v Eliteserien, když nastoupil na posledních 20 minut zápasu proti Kristiansundu. Na svůj druhý gól v dresu Molde si musel počkat až do 25. července, kdy se prosadil v prvním kole norského poháru do sítě Spjelkaviku. V sezóně 2021 si připsal ještě jednu branku, opět v poháru, tentokrát při osmifinálovém utkání proti Odds BK (výhra 3:2 po prodloužení).
Na začátku ročníku 2022 vypadl ze základní sestavy Molde, do které se vrátil až 26. května v 8. kole Eliteserien. V zápase proti Sarpsborgu vstřelil svoji první branku v soutěži. V domácí soutěži odehrál v sezóně 24 utkání, ve kterých vstřelil 15 branek a na dalších 5 přihrál. 15. září se objevil v základní sestavě Molde v zápase Konferenční ligy proti Djurgårdensu, v 39. minutě proměnil pokutový kop, při oslavě gólu následně dostal žlutou kartu za nesportovní chování. V 57. minutě dohrál souboj s Harisem Radetinacem, za svůj zákrok obdržel druhou žlutou kartu a byl vyloučen. 13. října Fofana opět v Konferenční lize skóroval, tentokrát při výhře 2:0 nad Shamrockem Rovers.
V prosinci 2022 dosáhla Chelsea dohody o podpisu Davida Datra Fofany. Konečná částka se bude pohybovat kolem 12 milionů eur.

## Reprezentační kariéra
Fofana debutoval v dresu národního týmu Pobřeží slonoviny 22. září 2019 v zápase Afrického mistrovství národů proti Nigeru (2:0).

## Statistiky

### Klubové
K 12. listopadu 2022
| Klub   | Sezóna | Liga        | Liga   | Liga | Pohár  | Pohár | Evropské poháry | Evropské poháry | Celkem | Celkem |
| Klub   | Sezóna | Liga        | Zápasy | Góly | Zápasy | Góly  | Zápasy          | Góly            | Zápasy | Góly   |
| ------ | ------ | ----------- | ------ | ---- | ------ | ----- | --------------- | --------------- | ------ | ------ |
| Molde  | 2021   | Eliteserien | 18     | 0    | 3      | 1     | 5               | 1               | 26     | 2      |
| Molde  | 2022   | Eliteserien | 24     | 15   | 5      | 3     | 10              | 4               | 39     | 22     |
| Celkem | Celkem | Celkem      | 42     | 15   | 8      | 4     | 15              | 5               | 65     | 24     |

### Reprezentační
K 16. listopadu 2022
| Pobřeží slonoviny | Pobřeží slonoviny | Pobřeží slonoviny |
| Rok               | Zápasy            | Góly              |
| ----------------- | ----------------- | ----------------- |
| 2022              | 1                 | 0                 |
| Celkem            | 1                 | 0                 |

## Ocenění

### Klubová

#### Molde
- Eliteserien: 2022
- Norský pohár: 2021/22